# Jerzy Bezkowski
Jerzy Bezkowski (ur. 15 marca 1943 w Łowiczu, zm. 23 sierpnia 2023 w Łodzi) – polski twórca filmów edukacyjnych, reżyser, scenarzysta, operator filmowy. Absolwent Wydziału Operatorskiego PWSTiF w Łodzi (1965, dyplom 1967).
W roku 1967 związał się z łódzką Wytwórnią Filmów Oświatowych. Był też członkiem Komitetu Kinematografii (1987-91).

## Filmografia (wybór)
| - 1969: Mechanizacja i organizacja zbioru słomy po kombajnie - 1969: W Pudliszkach - 1969: Wstępne czyszczenie i suszenie ziarna po zbiorze kombajnem - 1970: Pryszczyca zwierząt domowych - 1970: Świnoport II - 1971: Leon Kruczkowski - 1971: Zagrożenie pożarowe w drukarni filmowych tkanin - 1971: Zagrożenie pożarowe w oddziale apretury - 1971: Zagrożenie pożarowe w składalniach i magazynach gotowych tkanin - 1972: Czy rzeczywiście wstydliwa - 1972: Śladami kopalnych gadów - 1973: Bezpieczne wakacje - 1973: Nie stwarzajmy zagrożeń wypadkowych - 1973: Węgiel kamienny - 1974: Biocenoza lasu - 1974: Układ krwionośny zwierząt – transport gazów - 1974: Wymiana gazowa u roślin - 1975: Galaktyka - 1975: Przetwórstwo owocowe - 1976: Gospodarka wodna roślin – transport wody - 1976: Jesień - 1976: Metody oceny produkcji biomasy leśnej - 1976: O równowadze biologicznej jeziora - 1976: Oblęgorek Henryka Sienkiewicza - 1976: Przedwiośnie - 1976: Wiosna - 1976: Wiosna w parku - 1976: Zima - 1978: M/s „Kapitan Ledóchowski” - 1979: Ślimaki - 1980: Bez pośpiechu - 1980: Ośmionożni drapieżcy - 1980: Wisła - 1982: Wodopój - 1983: Safari. Podróż w krainę dzikich zwierząt - 1983: Życie glonów - 1984: Tajemnicze plemię Dogonów - 1984: Woda cenniejsza niż perły i złoto - 1985: Różnorodność form grzybów - 1987: Sztuka Afryki - 1989: Różnorodność form plechowców - 1990: Liliowe hobby - 1991: Kwaśne deszcze - 1997: Sowy polskie - 1997: Wąż Eskulapa - 1998: W obronie żółwia błotnego - 2000: Nietoperze - 2003: Woliński Park Narodowy - 2006: Gniewosz plamisty - 2007: Zielone światło dla Neru | - 1971: Zagrożenie pożarowe w drukarni filmowych tkanin - 1971: Zagrożenie pożarowe w oddziale apretury - 1971: Zagrożenie pożarowe w składalniach i magazynach gotowych tkanin - 1979: Ślimaki - 1980: Bez pośpiechu - 1980: Ośmionożni drapieżcy - 1980: Wisła - 1982: Wodopój - 1983: Safari. Podróż w krainę dzikich zwierząt - 1983: Życie glonów - 1984: Tajemnicze plemię Dogonów - 1984: Woda cenniejsza niż perły i złoto - 1985: Różnorodność form grzybów - 1987: Sztuka Afryki - 1989: Różnorodność form plechowców - 1990: Liliowe hobby - 1991: Kwaśne deszcze - 1997: Sowy polskie - 1997: Wąż Eskulapa - 1998: W obronie żółwia błotnego - 2000: Nietoperze - 2003: Woliński Park Narodowy - 2006: Gniewosz plamisty - 2007: Zielone światło dla Neru - 1979: Ślimaki - 1980: Bez pośpiechu - 1980: Ośmionożni drapieżcy - 1980: Wisła - 1982: Wodopój - 1983: Safari. Podróż w krainę dzikich zwierząt - 1983: Życie glonów - 1984: Tajemnicze plemię Dogonów - 1984: Woda cenniejsza niż perły i złoto - 1985: Różnorodność form grzybów - 1987: Sztuka Afryki - 1989: Różnorodność form plechowców - 1990: Liliowe hobby - 1991: Kwaśne deszcze - 1997: Sowy polskie - 1997: Wąż Eskulapa - 1998: W obronie żółwia błotnego - 2000: Nietoperze - 2003: Woliński Park Narodowy - 2006: Gniewosz plamisty - 2007: Zielone światło dla Neru |

## Nagrody
- za film Ośmionożni drapieżcy
  - 1982: Złoty Światowid” w kategorii filmów dydaktycznych dla szkół podstawowych i ogólnokształcących, V Ogólnopolski Festiwal Filmów Dydaktycznych w Łodzi
  - 1983: Nagroda Główna im. Włodzimierza Puchalskiego, II Ogólnopolski Przegląd Filmów Przyrodniczych w Łodzi
- za film Ślimaki
  - 1980: Dyplom Honorowy, XXXIV Kongres Międzynarodowego Stowarzyszenia Filmu Naukowego (AICS) w Kolonii
  - 1980: Nagroda Główna – Brązowy Lajkonik w kategorii filmów oświatowych dla filmu, XX Ogólnopolski Festiwal Filmów Krótkometrażowych w Krakowie
  - 1982: Złoty Światowid” w kategorii filmów dydaktycznych dla szkół podstawowych i ogólnokształcących, V Ogólnopolski Festiwal Filmów Dydaktycznych w Łodzi
  - 1983: Nagroda Główna im. Włodzimierza Puchalskiego, II Ogólnopolski Przegląd Filmów Przyrodniczych w Łodzi
- za film Woda cenniejsza niż perły i złoto:
  - 1985: wyróżnienie, MFF Ekologicznego i Etnograficznego w Kranju
- za film Tajemnicze plemię Dogonów:
  - 1985: Brązowy Światowid, FF Dydaktycznych w Łodzi
- za film Życie glonów
  - 1985: Nagroda Główna, Międzynarodowy Festiwal Filmów Przyrodniczych im. W. Puchalskiego w Łodzi
- za film Safari. Podróż w krainę dzikich zwierząt
  - 1985: Nagroda ZOO w Łodzi, Międzynarodowy Festiwal Filmów Przyrodniczych im. W. Puchalskiego w Łodzi
- za film Różnorodność form grzybów
  - 1986: Nagroda Dyrektora Festiwalu, MFF Rolniczych w Nitrze
  - 1987: Nagroda Główna, Międzynarodowy Festiwal Filmów Przyrodniczych im. W. Puchalskiego w Łodzi
- za film Wodopój
  - 1986: I Nagroda, Festiwal „Filmowy Świat Przyrody” we Wrocławiu
- za film Liliowe hobby
  - 1991: Nagroda Główna, Festiwal Filmów Rolniczych w Lesznie
  - 1991: Nagroda Publiczności, Festiwal Filmów Rolniczych w Lesznie
- za film Różnorodność form plechowców
  - 1991: Nagroda Główna, Międzynarodowy Festiwal Filmów Przyrodniczych im. W. Puchalskiego w Łodzi
- za film Kwaśne deszcze
  - 1991: Nagroda Specjalna, Międzynarodowy Festiwal Filmów Przyrodniczych im. W. Puchalskiego w Łodzi
- za film Sowy polskie
  - 1998: Nagroda Specjalna (Nagroda pieniężna ufundowana przez Ministra Ochrony Środowiska, Zasobów Naturalnych i Leśnictwa), Międzynarodowy Festiwal Filmów Przyrodniczych im. W. Puchalskiego w Łodzi
  - 1998: Grand Prix, Ogólnopolski Przegląd Filmów Ekologicznych w Nowogardzie
  - 2000: Nagroda Publiczności, MFF Przyrodniczych im. Braci Wagów, Wizna
- za film W obronie żółwia błotnego
  - 1998: Grand Prix, Ogólnopolski Przegląd Filmów Ekologicznych w Nowogardzie
- za film Wąż Eskulapa
  - 1998: Grand Prix, Ogólnopolski Przegląd Filmów Ekologicznych w Nowogardzie
- za film Nietoperze
  - 2001: Nagroda Specjalna, Międzynarodowy Festiwal Filmów Przyrodniczych im. W. Puchalskiego w Łodzi
  - 2001: Nagroda Publiczności, Ogólnopolski Przegląd Filmów Przyrodniczych w Ostrowie Wielkopolskim
  - 2001: I Nagroda, Ogólnopolski Przegląd Filmów Ekologicznych w Przysieku
- za film Woliński Park Narodowy
  - 2004: Nagroda Specjalna, Międzynarodowy Festiwal „Człowiek i przyroda” w Irkucku
- za film Gniewosz plamisty
  - 2007: Nagroda Specjalna, Międzynarodowy Festiwal Filmów Przyrodniczych im. W. Puchalskiego w Łodzi
- za film Zielone światło dla Neru
  - 2008: Wyróżnienie za „ciekawe przedstawienie z uwzględnieniem aspektów historycznych walki z zanieczyszczeniami cywilizacyjnymi dla ratowania ekologicznych walorów rzek polskich”, Ogólnopolski i Międzynarodowy Festiwal Filmów Ekologicznych w Nowogardzie

## Odznaczenia
- Srebrny Medal „Zasłużony Kulturze Gloria Artis” (2019)[2]